# Pakrotutu
Een pakrotutu (pakro is Sranan voor slak) is een Surinaams blaasinstrument. Het bestaat uit een schelphoorn en wordt net als de kawtutu gebruikt om de goden aan te roepen.